# Zanzopsis buettneri
Zanzopsis buettneri är en stekelart som först beskrevs av Szepligeti 1914.  Zanzopsis buettneri ingår i släktet Zanzopsis och familjen bracksteklar. Inga underarter finns listade i Catalogue of Life.